# 遠藤元男

1961年

遠藤 元男（えんどう もとお、1908年〈明治41年〉2月11日 - 1998年〈平成10年〉7月22日）は、日本の歴史学者。明治大学名誉教授。研究分野は日本史。

## 来歴
東京府東京市生まれ。1931年東京帝国大学文学部国史学科卒業。
高等女学校、高校教諭を経て、1953年金沢大学教授、1958年明治大学教授、1965年「日本職人史の研究・総説」で明治大学より文学博士の学位を取得。1973年定年退任、東京電機大学教授、日本女子大学教授、荒川区文化財保護審議会会長。筆名・福島信夫（ふくしま しのぶ）。

## 著書
- 源頼朝 白揚社 1938 (人物再検討叢書)
- 日本封建制成立史 三笠書房 1939 (日本歴史全書)
- 日本文化史総論 三笠書房 1939 (日本歴史全書)
- 日本中世都市論 白揚社 1940 (日本歴史文庫)
- 日本女性の生活と文化 四海書房 1941
- 国史をつらぬく力 東亜堂 1942
- 日本的反省 三邦出版社 1942
- 飛鳥文化 新太陽社 1943 (新日本文化選書)
- 日本古代史 三笠書房 1943
- 近世職人史話 誠文堂新光社 1946
- 女性文化史 新府書房 1946 (新女性叢書)
- 平安女性譜 民生書院 1947
- 新講日本歴史 古代篇 コロナ社 1948
- 職人の歴史 その生活と技術 至文堂 1956 (日本歴史新書)
- 日本の歴史の図鑑 講談社教育図書出版部 1959
- 日本職人史の研究 論集編 雄山閣 1961
- 日本の職人 人物往来社 1965
- 源平史料総覧 雄山閣出版 1966
- 日本職人史 雄山閣 1967
- 日本史ノート 朝倉書店 1968
- 日本の伝統産業 誠文堂新光社 1969 (ブレーン・ブックス）
- 生活史ノート 朝倉書店 1970
- 織物の日本史 NHKブックス 1971
- 女性史ノート 朝倉書店 1976
- 職人と手仕事の歴史 東洋経済新報社 1978.4
- 日本人の生活文化史 5 路と車 毎日新聞社 1980.8
- 近世生活史年表 雄山閣出版 1982.1 「江戸時代年鑑」2004
- 日本職人史の研究 全6巻 雄山閣出版 1985
- ヴィジュアル史料 日本職人史 全4巻 雄山閣出版 1991-92
- 日本生活史点描 1・2 つくばね舎 1994-95
- 近世生活史年表 雄山閣出版 1995.2
- 工具・器具と暮らしの文化史 つくばね社 1997.9

## 共編著
- 日本中世史 渡辺保共著 三笠書房 1939 (日本歴史全書)
- 日本歴史入門 三笠書房 1941
- 日本歴史の構成と展開 コロナ社 1948
- 国史文献解説 下村富士男共編 朝倉書店 1957
- 図説世界文化史大系 第22 日本 Ⅲ 野間清六共編 角川書店 1959
- 江戸東京風俗誌 至文堂 1963
- 日本史ハンドブック 大森志郎共編 朝倉書店 1963
- 国史文献解説 続 下村富士男共編 朝倉書店 1965
- 日本歴史シリーズ 第4巻 王朝貴族、第5巻 源平の盛衰 世界文化社 1967
- 産業近代史 雄山閣出版 1969
- 日本社会経済史用語辞典 朝倉書店 1972
- 日本古代史事典 朝倉書店 1974
- 日本史研究書総覧 名著出版 1975
- 古代の地方史 第7巻 総論 朝倉書店 1977
- 日本の名産事典 児玉幸多・宮本常一共編 東洋経済新報社 1977
  - 復刻「全国名産大事典」日本図書センター 2010
- 日本史小百科 11 工芸 竹内淳子共著 近藤出版社 1980.12
- 年中行事の歴史学 山中裕共編 弘文堂 1981.3
- 日本史小百科 16 飲食 谷口歌子共著 近藤出版社 1983.11
- 関東の古代社会 名著出版 1989.6 (古代史論集)

## 校訂
- 愚管抄 慈鎮 1936 (雄山閣文庫) 校訂新註
- 大鏡 校訂 1937 (雄山閣文庫)

## 記念論集
- 日本古代史論叢 遠藤元男博士還暦記念日本古代史論叢刊行会 1970
- 日本古代史論苑 遠藤元男先生頌寿記念会 国書刊行会 1983.12